# Theodor Paul Erismann

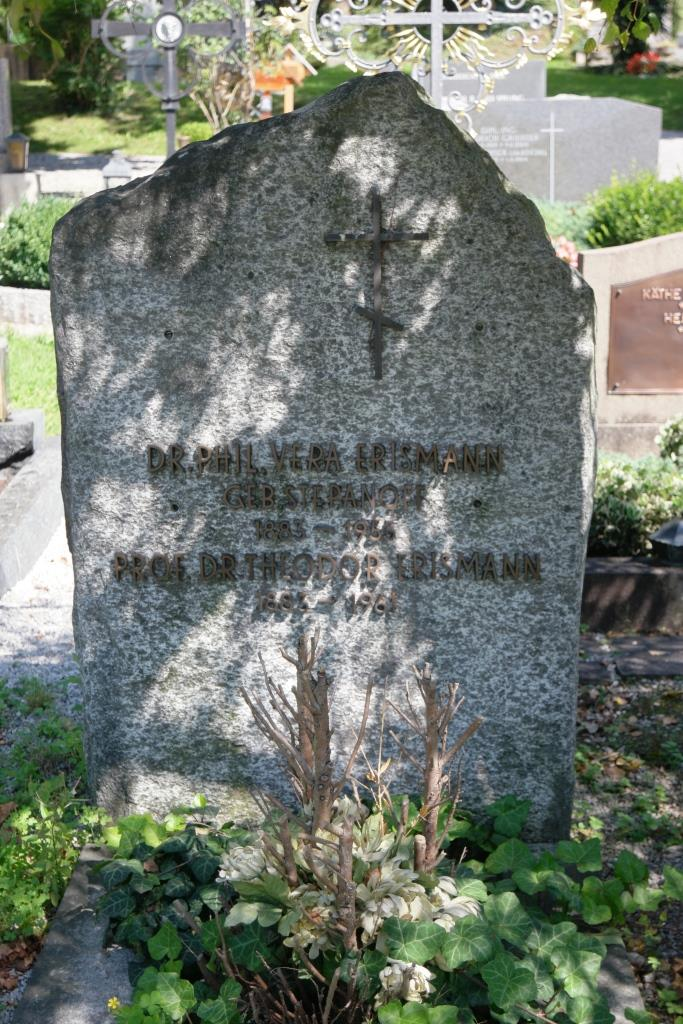
Grab von Theodor Erismann auf dem Friedhof Mühlau, Innsbruck

Theodor Paul Erismann (* 16. September 1883 in Moskau; † 2. Dezember 1961 in Innsbruck) war schweizerisch-österreichischer Psychologe und zwischen 1926 und 1961 Professor für Philosophie und Psychologie an der Universität Innsbruck.

## Leben
Theodor Erismann kam als ältester Sohn des damals an der Moskauer Universität lehrenden Professors der Hygiene Friedrich Erismann und dessen Frau Sophie, geb. Hasse, zur Welt. Er verlebte seine ersten Jahre in Moskau; um die Jahrhundertwende musste die Familie wegen politischer Wirren in die Schweiz zurückkehren. Theodor Erismann besuchte in Moskau bereits das Gymnasium und wechselte nach Zürich. In Zürich hatte er zunächst bei Albert Einstein Physik studiert, ab 1908 wandte er sich der Psychologie zu, vertreten durch Gustav Wilhelm Störring, der ihn aktiv an seinen experimentalpsychologischen Studien mitarbeiten ließ.
In Zürich heiratete er die aus Russland stammende Doktorin der Philosophie und Kunstgeschichte, Vera Stepanoff; der Ehe entsprossen zwei Kinder, welche sich beide der akademischen Laufbahn zuwandten: Theodor H. Erismann war Maschinenbauingenieur und Professor an der ETH Zürich.
Bereits in der Doktorarbeit Erismanns zeigt sich diese Vorliebe für Experimentieren; das gewählte Thema lautete, „Der Einfluss von Zwischenmedien auf die Gravitation“. Mit Störring wechselte er nach Straßburg und habilitierte sich 1913 für Philosophie (mit Einschluss von Psychologie). Er folgte Störring nach Bonn und wurde dort 1921 außerordentlicher Professor. In dieser Zeit beschäftigte sich Erismann vorwiegend mit experimenteller Psychologie, Mitte der 20er Jahre folgte eine Erweiterung seiner Arbeiten in Richtung Philosophie. Diese Neuorientierung trug ihm schließlich 1926 einen Ruf nach Innsbruck auf einen Lehrstuhl für Philosophie verbunden mit dem Angebot, das dazugehörige Institut für experimentelle Psychologie zu leiten, ein. Dieser Lehrstuhl war durch das Ableben des Institutsgründers Franz Hillebrand frei geworden. Er leitete ebenfalls gemeinsam mit dem a.o. Professor Richard Strohal (1888–1976) bis 1938 auch das philosophisch-pädagogische Seminar an der Universität Innsbruck.
Am Institut für experimentelle Psychologie arbeitete als wissenschaftliche Hilfskraft Privatdozent Hubert Rohracher. Mit diesem führte Erismann willenspsychologische Studien durch. Rohracher wurde 1938 nach dem Anschluss beurlaubt und 1939 zum Wehrdienst eingezogen, er war als Heerespsychologe zur „Dienststelle für Eignungsuntersuchungen“ beim Generalkommando in Salzburg stationiert. Nach eigener Aussage meldete er sich, um dem Zugriff der Gestapo zu entgehen, freiwillig zum Truppendienst. Seit Sommersemester 1942 lehrte Rohracher wieder als Dozent in Innsbruck, folgte aber am 1. April 1942 einen Ruf auf eine a.o. Professur in Wien.
Nachdem Erismann 1944 in einem öffentlichen Vortrag zur „Psychologie der Massen“ gegen den Nationalsozialismus auftrat, forderte die Gauleitung Konsequenzen. So wurde ihm die Teilnahme an einigen universitären Veranstaltungen verboten und er wurde von dem Dekan der Naturwissenschaftlichen Fakultät streng verwarnt. Nach dem Zweiten Weltkrieg entfaltete Erismann eine fruchtbare und für das Fach Psychologie richtungweisende Forschungstätigkeit.
Die Emeritierung Erismanns erfolgte 1956. Danach kam für ihn eine schwere Zeit. Bei vollständig frischem Geist musste er erleben, wie sein Körper allmählich verfiel. Schon Jahre vorher hatte er auf das ihm so liebe Bergsteigen verzichten müssen, dann auf die vielen ausgedehnten Spaziergänge, schließlich blieb er an das Haus gefesselt. Dennoch benützte er jede frischere Minute zur Arbeit an seiner Wissenschaft, zuletzt an der Neuauflage der Göschenbändchen über Psychologie.
Er liegt auf dem Friedhof in Innsbruck-Mühlau begraben.

## Werk
Die Schwerpunkte der Arbeiten von Erismann liegen sowohl auf dem Gebiet der Philosophie (Ethik, Erkenntnistheorie und Ontologie) wie auch dem der empirischen-experimentellen psychologischen Forschung.
Theodor Erismann begründete die sog. „Innsbrucker Schule der Wahrnehmungspsychologie“. Hier wurden auf seine Initiative Versuche mit Prismen-, Farb- und Umkehrbrillen durchgeführt, mit denen die Anpassung der menschlichen Wahrnehmung an ungewöhnliche Umstände, herbeigeführt durch massive Störung der gewohnten Wahrnehmung, überprüft wurde. Die „Methode der künstlichen Störung“ war bis dahin kaum experimentell und schon gar nicht langzeitlich eingesetzt worden. Ebenso wurden von ihm das Raumerleben geburtsblinder Personen (wieder in Hinblick auf eine allgemeine Theorie der Raumwahrnehmung), der Orientierungssinn der Blinden und viele andere Wahrnehmungsprobleme behandelt. Die experimentalpsychologische Arbeit gab er später an Hubert Rohracher und an den jungen Ivo Kohler ab, blieb aber selbst als Ideengeber, Versuchsperson und Autor an den Thematiken engagiert.
Erismann war auch wegen seiner vielfältigen Vortragstätigkeit bekannt, die ihn nicht zuletzt immer wieder nach Moskau geführt hatte, ebenso durch die vielfache Bevorzugung seiner Schüler und Mitarbeiter auf internationalen Kongressen. Ivo Kohler sagte bei seiner Grabrede: „Man würde der Persönlichkeit Erismanns nicht gerecht, würde man nicht schmunzelnd nachsinnen …“

## Ausgewählte Schriften
- Theodor Erismann (1922). Psychologie der Berufsarbeit und Berufsberatung.
- Theodor Erismann (1924). Die Eigenart des Geistigen. Induktive und einsichtige Psychologie. Leipzig: Quelle & Meyer.
- Theodor Erismann (1947). Psychologie und Recht. Bern.
- Theodor Erismann (1950). Denken und Sein. Problem der Wahrheit. Wien: Sexl.
- Theodor Erismann (1954). Wahrscheinlichkeit im Sein und Denken. Wien: Sexl.
- Theodor Erismann (1958). Sein und Wollen. Drei Gespräche über das Gute und Böse. Wien: Sexl.
- Theodor Erismann (1958). Allgemeine Psychologie. Bd. 1. Grundprobleme. Berlin: de Gruyter.
- Theodor Erismann (1970). Allgemeine Psychologie. Bd. 2. Grundarten des psychischen Geschehens. Berlin: de Gruyter.

## Filme
- Die Umkehrbrille und das aufrechte Sehen. Wien 1950: Produktionsfirma Dr. Pacher & Peithner.
- Verkehrte Welten. Wien 1954: Produktionsfirma Dr. Pacher & Peithner.